# Текстура динамофлюїдальна

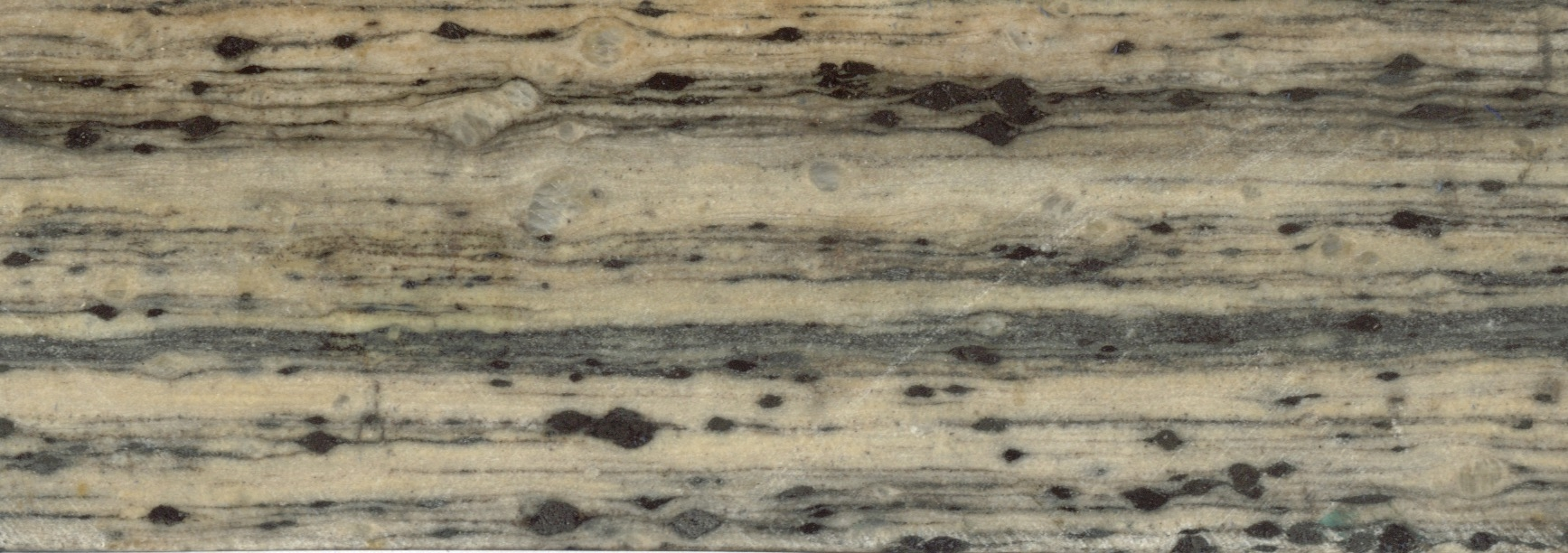
L-S тектоніт. Площина S.

Текстура динамофлюїдальна – різновид текстури гірських порід. Вторинна текстура динамометаморфізованих порід, в яких під впливом тиску мінеральні індивіди орієнтовані в одному напрямку, паралельному простяганню гірських порід.
Продукти динамометаморфізму — тектоніти.